# Dorota Folga-Januszewska
Dorota Folga-Januszewska (ur. 12 grudnia 1956 w Warszawie) – polska historyk sztuki, muzeolog, krytyk, doktor habilitowana nauk humanistycznych, profesor nadzwyczajna warszawskich uczelni.  Profesor Akademii Sztuk Pięknych w Warszawie, prowadzi pracownię Teorii i Eksperymentu na Wydziale Grafiki. Od 2014 wicedyrektor Muzeum Pałacu Króla Jana III w Wilanowie.

## Życiorys
Ukończyła II Liceum Ogólnokształcące im. Stefana Batorego w Warszawie (1975). W latach 1975–1979 studiowała historię sztuki na Uniwersytecie Warszawskim, w 1979 broniąc pracy magisterskiej. Stopień doktora uzyskała w 1982, Habilitowała się w 2007. W latach 1979–2008 pracowała w Muzeum Narodowym w Warszawie. W 1991 została kuratorem Gabinetu Grafiki i Rysunków Współczesnych, w 1995 – wicedyrektorem ds. naukowych, a w latach 2007–2008 była dyrektor muzeum. 
Wykładowca w Katedrze Iberystyki Wydziału Neolofilologii UW (1983–1990) oraz Podyplomowego Studium Muzealniczego UW (od 1994). Od 2008 prof. w Instytucie Historii Sztuki UKSW w Warszawie. Od 2011 dyrektor Instytutu Muzeologii UKSW, od 2013 kierownik Katedry Muzeologii Wydziału Nauk Humanistycznych UKSW i profesor Akademii Sztuk Pięknych w Warszawie. 
Od 2004 prezes Stowarzyszenia Przyjaciół Olimpiady Artystycznej. Członek Międzynarodowej Rady Muzeów ICOM (2002-2008 i 2012-2018 prezydent Polskiego Komitetu Narodowego ICOM, od 1994 członek Central European ICOM Group), od 2007 przedstawiciel Polski w NEMO, od 2013 członek STRATEC  ICOM, prezydent Komitetu Rezolucji ICOM 2016, od 2017 członek SAREC ICOM. Członek Międzynarodowego Stowarzyszenia Krytyków AICA. Członek Honorowy Stowarzyszenia Międzynarodowego Triennale Grafiki w Krakowie.
Od 2005 jest członkiem 8-osobowej grupy ekspertów EU ds. muzeów (Culture Unit), ekspertem NCN w Join Programming Initiative EU,  w latach 2014-2019 członek interdyscyplinarnego zespołu NPRH. Od 2020 członek Komitetu Nauk o Kulturze PAN, Członek rad naukowych, rad muzealnych i doradczych, m.in. Rady Archiwalnej Naczelnej Dyrekcji Archiwów Państwowych, Muzeum Narodowego we Wrocławiu, Muzeum Sztuki w Łodzi, Muzeum Śląskiego w Katowicach, Muzeum Narodowego w Poznaniu, Muzeum Tatrzańskiego w Zakopanem, Muzeum Europy w Brukseli, przewodnicząca Rady Muzeum Narodowego w Kielcach, Rady Muzeum Tatrzańskiego w Zakopanem oraz Rady Muzeum Sztuki Współczesnej MOCAK w Krakowie. 
Autorka ponad 300 książek, katalogów, artykułów i opracowań w zakresie sztuki XX wieku (ze szczególnym uwzględnieniem grafiki), muzeologii, teorii sztuki od XVI do XX wieku oraz autorka scenariuszy 50 wystaw.

## Odznaczenia, nagrody i wyróżnienia
- Nagroda PAN im. S. Walickiego (1978, 1979)
- Nagroda SHS dla Młodych Historyków Sztuki (1982)
- Nagrody Ministra Kultury i Dziedzictwa Narodowego za wkład w Najważniejsze Wydarzenie Muzealne Roku (1997, 2002, 2004, 2006)
- American Award for Business Women (2000)
- Medal Muzeum Historii Sztuki w Wiedniu w Wiedniu (2003)
- Krzyż Kawalerski Orderu Odrodzenia Polski (2005)[3]
- Srebrny Medal „Zasłużony Kulturze Gloria Artis” (2015)